# 엑스페릭스
엑스페릭스(영어: Xperix Inc.)는 대한민국의 디지털 ID와 첨단소재 기업이다. 본사는 경기도 성남시 중원구 사기막골로62번길 37, 1207호 (상대원동,스타타워)에 위치해 있다.

## 계열사
엑스플러스(Xplus), 퍼플코퍼레이션(Perple Corp.), 엑스씨엠(XCM) 인텔렉추얼디스커버리(ID)

## 논란
회사는 계열사인 엑스플러스 매각을 추진하였으나 철회한적 있다 전자여권 및 비자를 인식하는 스마트 카드인식 장치를 생산한다
2025년 엑스플러스 매각을 추진하던 전환사채(CB)를 이용해 지배력를 강화하였다.

## 같이 보기
- 전자여권

## 참고 문헌
1. ↑  윤상철 엑스페릭스 대표 "사업다각화로 성장 한계 돌파", 딜사이트, 2025-02-10
2. ↑  엑스페릭스 회사소개서, 2023-08-07
3. ↑  임준혁, 엑스페릭스 계열사, 한국모태펀드 IP직접투자 펀드 운용사 됐다, NBN뉴스, 2024-07-01
4. ↑  
김남희, 5개월 만에 최대주주 또 바뀌는데, 누구로 바뀔지는 아무도 모른다, 조선비즈, 2024-07-08
5. ↑  전형민, “전자여권 수혜주 엑스페릭스 끝까지 산다”, 매일경제, 2023-11-23
6. ↑  엑스플러스, CB 상계 ‘묘수’…엑스페릭스 ‘꽃놀이패’① 녹색경제신문 2025-02-28